# Kleinflammenwerfer

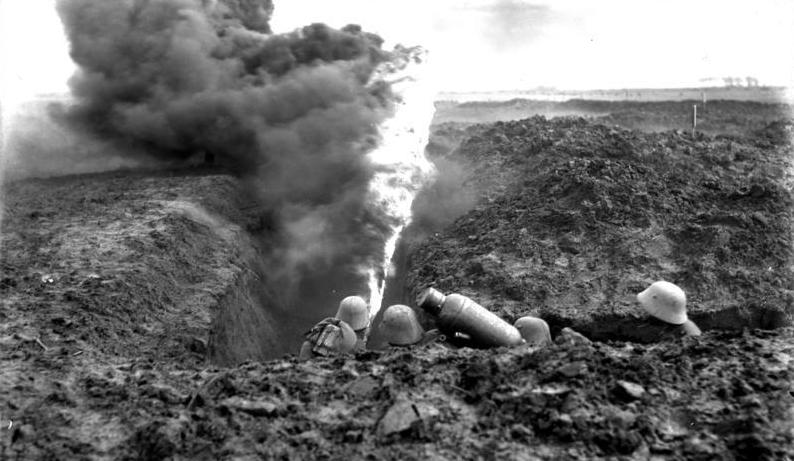
Niemieccy żołnierze z miotaczem Kleinflammenwerfer

Kleinflammenwerfer (lub Kleif) – pierwszy, przenośny niemiecki miotacz ognia stworzony przez Richarda Fiedlera.
Kleinflammenwerfer był obsługiwany przez dwie osoby – jedna była odpowiedzialna za celowanie i strzelanie miotaczem, a druga osoba przenosiła duży, pionowy pojemnik z materiałami pędnymi.
Z czasem miotacz został zastąpiony przez lżejszą wersję – Wex.